# イ・ジョンウン (女優)
イ・ジョンウン（朝: 이 정은、李姃垠、1970年1月23日 - ）は、韓国の女優。漢陽大学校演劇映画学科卒業。WILLエンターテインメント所属。

## 人物・来歴
大学卒業後、1991年に舞台『真夏の夜の夢』でデビュー。以降、韓国では長年、映画やドラマのバイプレイヤーとして活躍。
2009年の映画『母なる証明』以降ポン・ジュノ監督作品に度々出演し、2017年のNetflix映画『オクジャ/okja』では、オクジャの鳴き声を担当。2019年に韓国映画初のアカデミー賞受賞作品となった『パラサイト 半地下の家族』で、物語のキーマンとなる家政婦役を演じ韓国のアカデミー賞とされる大鐘賞映画祭をはじめ数々の大きな映画賞で助演女優賞を受賞した。
日本でも2018年に映画『焼肉ドラゴン』に出演し、一家の母親役を演じた。映画のPRイベントでは、来日は叶わなかったが「離れていても、わたしたちが家族であることを決して忘れません」というイ・ジョンウンからの手紙が読み上げられた。

## 出演

### ドラマ
- 女王の教室（2013年、MBC） - ソニョンの母 役
- 青い巨塔ゼロ（2013年、tvN）
- シットコム ロイヤルヴィラ（2013年、JTBC）
- 輝くロマンス（2013年、MBC） - 家政婦 役
- ウンヒの涙（2013年-2014年、KBS2）
- ずる賢いバツイチの恋（2014年、MBC） - 美容院院長 役
- ナイショの恋していいですか!?（2014年、tvN）
- 僕には愛しすぎる彼女（2014年、SBS）
- ずっと恋したい（2014年、SBS） - パク・スンジャ 役
- 恋するジェネレーション（2015年、KBS2）
- ああ、私の幽霊さま（2015年、tvN） - ソビンゴ 役
- 錐（2015年、JTBC） - キム・ジョンミ 役
- リメンバー〜記憶の彼方へ〜（2015年-2016年、SBS） - ヨン・ボミ 役
- 交渉人～テロ対策特捜班～（2016年、tvN） - オ・ハナ 役
- 戦おう、幽霊（2016年、tvN）
- 嫉妬の化身（2016年、SBS） - 医師 役
- 月桂樹洋服店の紳士たち～恋はオーダーメイド！～（2016年、KBS2）- クムチョン 役
- 恋のゴールドメダル〜僕が恋したキム・ボクジュ（2016年-2017年、MBC） - ジュニョンの伯母 役
- 明日、キミと（2017年、tvN） - チャ・ブシム 役
- ピング（2017年、MBC） - イ・ジョンウン 役
- 恋する泥棒～あなたのハート、盗みます（2017年、MBC） - クォン・ジョンヒ 役
- サム、マイウェイ〜恋の一発逆転!〜（2017年、KBS2） - クムボク 役
- 恋のパスワード（2017年、JTBC） - キム・ジニョン 役
- あなたが眠っている間に（2017年、SBS） - ジェチャンの母 役
- 優しい魔女（2018年、SBS） - イ・ギョンジャ 役
- ハンムラビ法廷〜初恋はツンデレ判事!?〜（2018年、JTBC）
- ミスター・サンシャイン（2018年、tvN） - ハマン宅 役
- 知ってるワイフ（2018年、tvN） - イ・ウンミ 役
- ボクスが帰ってきた（2019年、SBS） -
- まぶしくて -私たちの輝く時間-（2019年、JTBC）- ヘジャの母 役
- ウラチャチャワイキキ2（2019年、JTBC）
- 悪魔がお前の名前を呼ぶ時（2019年、tvN）
- ドクター探偵（2019年、SBS） - ホームレス 役
- 他人は地獄だ（2019年、OCN） - オム・ボクスン 役
- 椿の花咲く頃（2019年、KBS2) - チョ・ジョンスク 役
- 愛しのホロ（2020年、Netflix）- ソヨンの母 役
- ハイバイ、ママ!（2020年、tvN） - ソビンゴ 役
- 一度行ってきました（2020年、KBS2） - カン・チョヨン 役
- 半分の半分（2020年、tvN） - キム・ミンジョン 役
- ミリオネア邸宅殺人事件（2020年、MBC）
- ロースクール（2021年、JTBC） - キム・ウンスク 役
- 月刊家（2021年、JTBC) - イ・スジョン 役[9]
- 海街チャチャチャ（2021年、tvN・Netflix） - キム・ヨノク 役[10]
- 私たちのブルース（2022年、tvN・Netflix） - チョン・ウニ 役[11]
- 未成年裁判（2022年、Netflix）[12]
- サウンドトラック #1（2022年、Disney+）[13]
- ミッシング～彼らがいた～2（2022年、tvN） - カン・ウンシル役[14]
- 今日もあなたに太陽を ～精神科ナースのダイアリー（2023年、Netflix） - ヒョシン役
- 運の悪い日（2023年、Netflix） - ファン・スンギュ役
- Missナイト & Missデイ（2024年、JTBC・Netflix） - イム・スン役（主演）
- 誰もいない森の奥で木は音もなく倒れる（2024年、Netflix） - ユン・ボミン 役
- 君は天国でも美しい（2024年、Netflix） - イ・ヨンエ 役
- トランク(2024年、Netflix) -クォン・ドダム役

### 映画
- 不朽の名作 불후의 명작（2000年）
- ワニ＆ジュナ ～揺れる想い～ 와니와 준하（2001年）
- 視線1318 시선 1318（2009年）
- 母なる証明 마더（2009年）
- 全国のど自慢 전국노래자랑 （2013年）
- 弁護人 변호인（2013年）
- 私の少女 도희야（2014年）
- 明日へ 카트 （2014年）
- ダイナマイト・ファミリー 덕수리 5형제（2014年）
- 朝鮮名探偵2 失われた島の秘密 조선명탐정: 사라진 놉의 딸（2015年）
- ヘルモニ 헬머니（2015年）
- 造られた殺人 특종: 량첸살인기（2015年）
- ごめん、愛してる、ありがとう 미안해 사랑해 고마워（2015年）
- その日の雰囲気 그날의 분위기（2016年）
- 華麗なるリベンジ 검사외전（2016年）
- ハッピーログイン 좋아해줘（2016年）
- 時間離脱者 시간이탈자（2016年）
- A Break Alone 나홀로 휴가（2016年）
- 哭声/コクソン 곡성（2017年）
- 善惡の刃 재심（2017年）
- 保安官 보안관（2017年）
- オクジャ/okja 옥자（2017年） - オクジャの声/車椅子の女性 役
- 軍艦島 군함도（2017年）
- タクシー運転手 約束は海を越えて 택시운전사 （2017年）
- 焼肉ドラゴン（2018年） - 高英順 役
- 大人図鑑 어른도감（2018年）
- 虐待の証明 미쓰백（2018年）
- マルモイ ことばあつめ 말모이（2019年）- 済州島の教師 役 ※友情出演
- 未成年 미성년（2019年）
- パラサイト 半地下の家族 기생충（2019年） - ムングァン 役
- Let Us Meet Now 우리 지금 만나（2019年） - ジョンウン 役
- SP 国家情報局：Mr.ZOO 미스터 주: 사라진 VIP（2019年） - ゴリラの声
- ひかり探して 내가 죽던 날（2020年） - 順天宅 役
- 茲山魚譜 チャサンオボ（2021年） - 可居宅 役
- オマージュ（2021年）

## 受賞

### ドラマ
- 第26回大韓民国文化演芸大賞 ドラマ部門女性優秀演技賞（『ミスター・サンシャイン』『知ってるワイフ』）
- 第55回百想芸術大賞 TV部門大賞・助演女優賞（『眩しくて -私たちの輝く時間-』）[15]
- 第33回KBS演技大賞（『椿の花咲く頃』）[16]
- 第4回アジア・アーティスト・アワード チョイス賞・シーンスティラー賞・フォーカス賞[17]

### 映画
- 第53回大鐘賞映画祭 助演女優賞（『パラサイト 半地下の家族』）[4]
- 第40回青龍映画賞 助演女優賞（『パラサイト 半地下の家族』）[5]
- 第24回春史大賞映画祭 助演女優賞（『パラサイト 半地下の家族』）[6]
- 第26回全米映画俳優組合賞キャスト賞（『パラサイト 半地下の家族』）[7]
- シアトル映画批評家協会賞2019 アンサンブルキャスト賞（『パラサイト 半地下の家族』）